# Шурабиль
Шурабиль (перс. شورابیل, также и Шур-Аб или Шураби, досл. соленая вода) — соленое озеро в Ардебильской провинции на северо-западе Ирана, около 2,0 км к юго-западу от центра города Ардебиля. Озеро имеет поверхность до 170 га, глубину до 10 м и объем до 14 миллиона м³, но приведенные показатели, также как и соленость, могут колебаться в зависимости от времени года и объема водостока в озеро из Балеклу-Чая. Высота озера над уровнем моря составляет 1365 м, приток происходит за счёт осадков и горных речек, впадающих с севера. Области около озера всё больше урбанизируются, и сегодня на его берегах находится целый ряд образовательных, культурных, жилищных, рекреационных и туристических объектов.

## География озера
Шурабиль расположен на крайних северных впадинах горной цепи, расположенной между Сабаланом и Талышским нагорьем, вытянутой с северо-востока на юго-запад. Озеро имеет тектоническое происхождение, его котловина приняла сегодняшнюю форму в раннем четвертичном периоде и заполнилась водой в последнем ледниковом периоде[уточнить] за счёт большого количества осадков, превысивших испарение. Дно озера покрыто главным образом из карбонатной глины с аргилитом, над которой на западе находятся слои песка. На западе дно озера состоит из гипса и анигидрита, а восточная — из травертинских скал. Примерно в 700 м к северо-западу от Шурабиля протекает река Балеклу-Чай, а около 2,9 км восточнее находится соседнее искусственное озеро Пилас-е Сахран-Гол. Озеро вытянуто с северо-востока на юго-запад на длину около 2,2 км, а ширина его колеблется от 0,65 до 1,05 км. Литоральный пояс — самый крутой в направлении северо-запада, а самый ровный — в направлении юга, где находятся аллювиальные террасы, образованные сезонным потоком. Поверхность его составляет до 1,7 км², а высота над уровнем море — 1365 м.
Вследствие расширения Ардебиля в конце 20-го столетия места к северу и востоку от озера стали урбанизированными, этот процесс продолжается. На восточном берегу располагается кампус Университета Мохаккекк-Ардабили, в составе которого находится университетская библиотека, в то время как на северо-восточном берегу располагаются музей и Ардабильская центральная библиотека. К западу от озера находится городской населённый пункт Шахрак-Надери, к югу — Шахрак-Косар с жилищными объектами, а около северного берега располагаются парк, рекреационные и развлекательные объекты. В начале XXI века начат большой проект благоустройства берега и прибрежных объектов, на который планируется потратить около 750 миллионов долларов.